# Birsa
Birsa je priimek v Sloveniji, ki ga je po podatkih Statističnega urada Republike Slovenije na dan 1. januarja 2010 uporabljalo 419 oseb in je med vsemi priimki po pogostosti uporabe uvrščen na 815. mesto.

## Znani nosilci priimka
- Črt Birsa,  oblikovalec
- Darko Birsa (*1958), slikar, grafik
- Irena Birsa (1961—1991), slov.-avstralska anglistka in pesnica
- Josip Birsa (1893—1957), matematik in časnikar
- Karel Birsa (1894—1957), odvetnik in politik
- Mario Birsa (1897—1969), ljudski pesnik
- Mirko Birsa (1924—2004), zdravnik internist
- Nevin Birsa (1947—2003), pesnik
- Stanko Birsa (1912—1998), kulturni (glasba, balet) in športni organizator (Trst)
- Taras Birsa, fiktiven lik - kriminalistični inšpektor v romanih Tadeja Goloba in v TV-nadaljevankah, kjer ga igra Sebastijan Cavazza
- Uroš Birsa, arhitekt
- Valter Birsa (*1986), nogometaš
- Viktor Birsa (1908—2002), slikar, likovni pedagog
- Viktor Birsa (1907—2001), kmet, član organizacije TIGR